# 文萃街道
文萃街道是中华人民共和国云南省红河哈尼族彝族自治州蒙自市下辖的一个街道办事处，为原文澜镇析置后所设街道。

## 行政区划
文萃街道下辖以下村级行政区划单位：
艺海社区、康辉社区、春光社区、明德社区、红寨村、水沟村、白路脚村、陈家寨村。